# Sclerotium crustuliforme
Sclerotium crustuliforme är en svampart som beskrevs av Desm. 1848. Sclerotium crustuliforme ingår i släktet Sclerotium och riket svampar.   Inga underarter finns listade i Catalogue of Life.